# اورمیلا ماهانتا
اورمیلا ماهانتا (به انگلیسی: Urmila Mahanta) بازیگر هندی است.
از فیلم‌هایی که وی در آن نقش داشته‌است می‌توان به آکیرا، مرد بهداشت، پرونده شماره ۱۸/۹ اشاره کرد.